# 欧日地区克雷沃克尔
欧日地区克雷沃克尔（法語：Crèvecœur-en-Auge，法語發音：[kʁɛvkœʁ ɑ̃.n‿oʒ] ⓘ）是法国卡尔瓦多斯省的一个旧市镇，属于利雪区。2017年，欧日地区克雷沃克尔与临近的13个市镇合并为新市镇梅济东瓦莱多日。

## 地理
欧日地区克雷沃克尔（49°7'5"N, 0°0'53"E）面积2.15 平方千米，位于法国诺曼底大区卡爾瓦多斯省，该省份为法国西北部沿海省份，北濒大西洋英吉利海峡，东北与滨海塞纳省以海上边界相接，东临厄尔省，南至奧恩省，西与芒什省接壤。
与欧日地区克雷沃克尔接壤的市镇（或旧市镇、城区）包括：利韦圣母村、埃斯特雷圣母村、圣洛朗迪蒙、圣卢德弗里布瓦、埃斯特雷圣母村-科尔邦、康布勒梅尔。

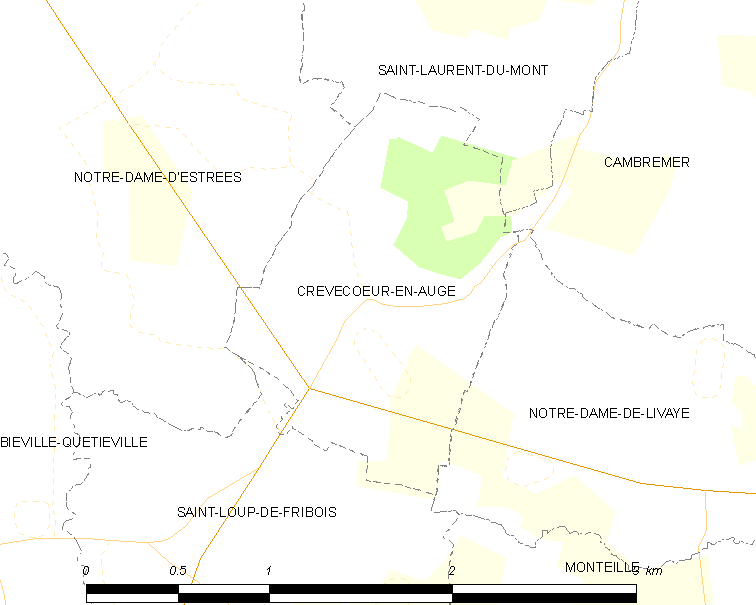
欧日地区克雷沃克尔的OSM定位图

欧日地区克雷沃克尔的时区为UTC+01:00、UTC+02:00（夏令时）。

## 行政
欧日地区克雷沃克尔的邮政编码为14340，INSEE市镇编码为14201。

## 政治
欧日地区克雷沃克尔所属的省级选区为梅济东瓦莱多日县。

## 人口

1962-2008年间欧日地区克雷沃克尔人口变化图示

欧日地区克雷沃克尔于2018年1月1日时的人口数量为475人。